# Gnomidolon pubicolle
Gnomidolon pubicolle är en skalbaggsart som beskrevs av Joly 1990. Gnomidolon pubicolle ingår i släktet Gnomidolon och familjen långhorningar.
Artens utbredningsområde är Venezuela. Inga underarter finns listade i Catalogue of Life.